# Ashford, Washington
Ashford är en så kallad census-designated place i Pierce County i delstaten Washington. Vid 2010 års folkräkning hade Ashford 217 invånare.